# Jason Cook
Jason Cook (Somerdale (New Jersey), 13 september 1980) is een Amerikaans acteur.
Als kind leerde hij piano spelen en was er erg goed in, hij speelde geregeld op bruiloften. Op de middelbare school kwam hij erachter dat hij acteur wilde worden nadat hij meedeed in een schoolstuk.
Sinds 1999 speelt hij de rol van Shawn-Douglas Brady in de soap Days of our Lives, in 2006 verliet hij de serie. Dan hield hij zich vooral bezig met regisseren en in juni 2008 duikt hij opnieuw op in een soapserie, deze keer in General Hospital.